# Vampires (canción)
«Vampires» es una canción instrumental de la banda estadounidense de heavy metal Godsmack. La canción es la noventa pista del segundo álbum de estudio de la banda, Awake, lanzado en el año 2000. 
Vampires es un instrumental con algún tipo de diálogo de un programa de televisión llamado Mysterious Forces Beyond. La canción recibió una nominación al Grammy por "Mejor Instrumental de Rock" en 2001
En 2002, Sully Erna refleja sobre la nominación de los Grammy:
"I don't even know why we were nominated, because we were in a category with Joe Satriani and these other guys for best instrumental performance. And the instrumental that we had on our record was an accident, so that was pretty bizarre to be nominated for that."
En español
"Ni siquiera sé por qué fuimos nominados, porque estábamos en una categoría con Joe Satriani y los otros chicos a la mejor interpretación instrumental. Y el instrumental que teníamos en nuestro disco fue un accidente, por lo que fue bastante extraño que seamos designados para ello."

## Personal
- Sully Erna - Guitarra
- Tony Rombola - Guitarra
- Robbie Merill - Bajo.
- Tommy Stewart - Batería, voz secundaria